# Asplenium onopteris
Asplenium onopteris är en svartbräkenväxtart som beskrevs av Carolus Linnaeus. Asplenium onopteris ingår i släktet Asplenium och familjen Aspleniaceae. Inga underarter finns listade.

## Bildgalleri

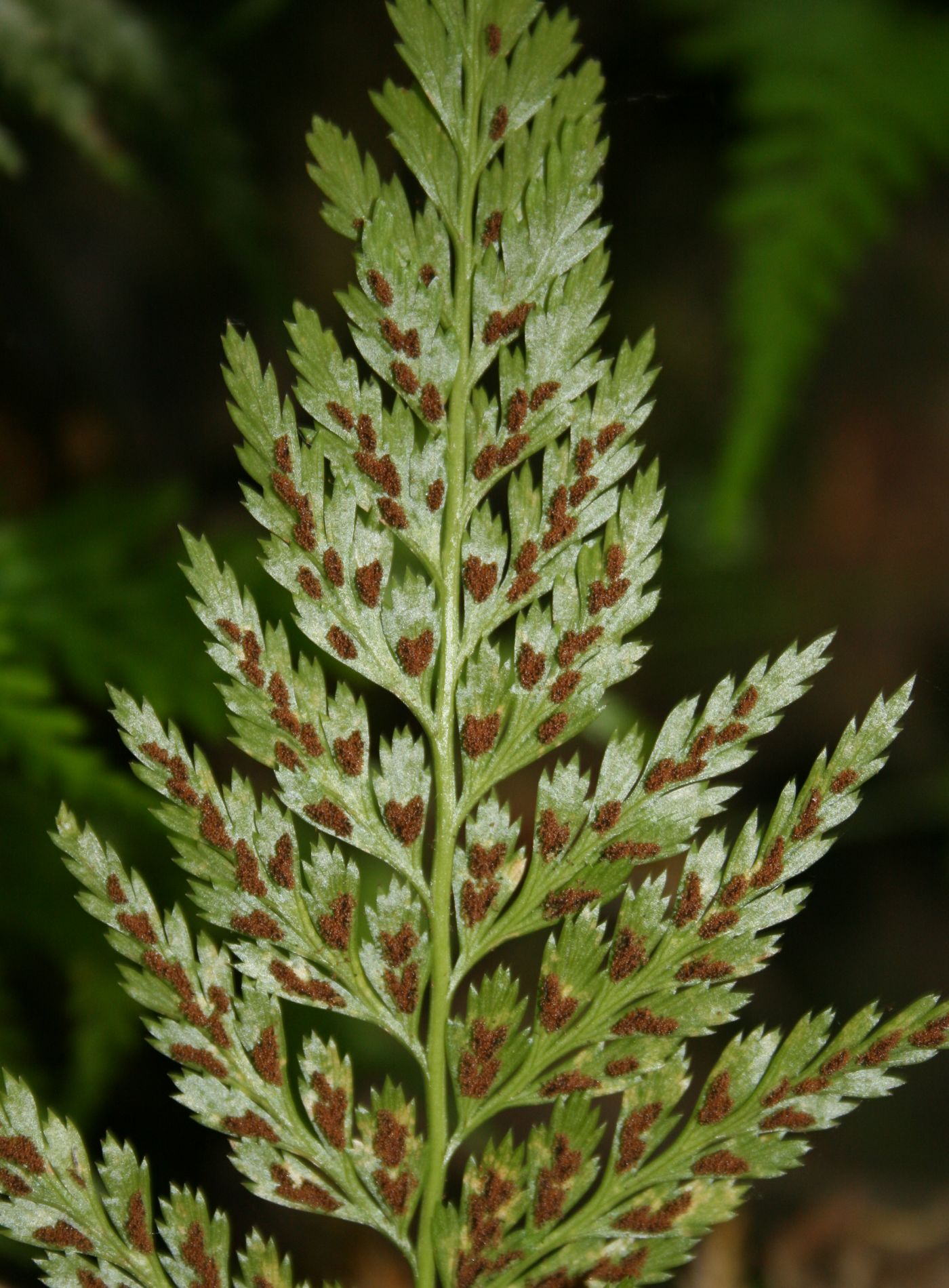
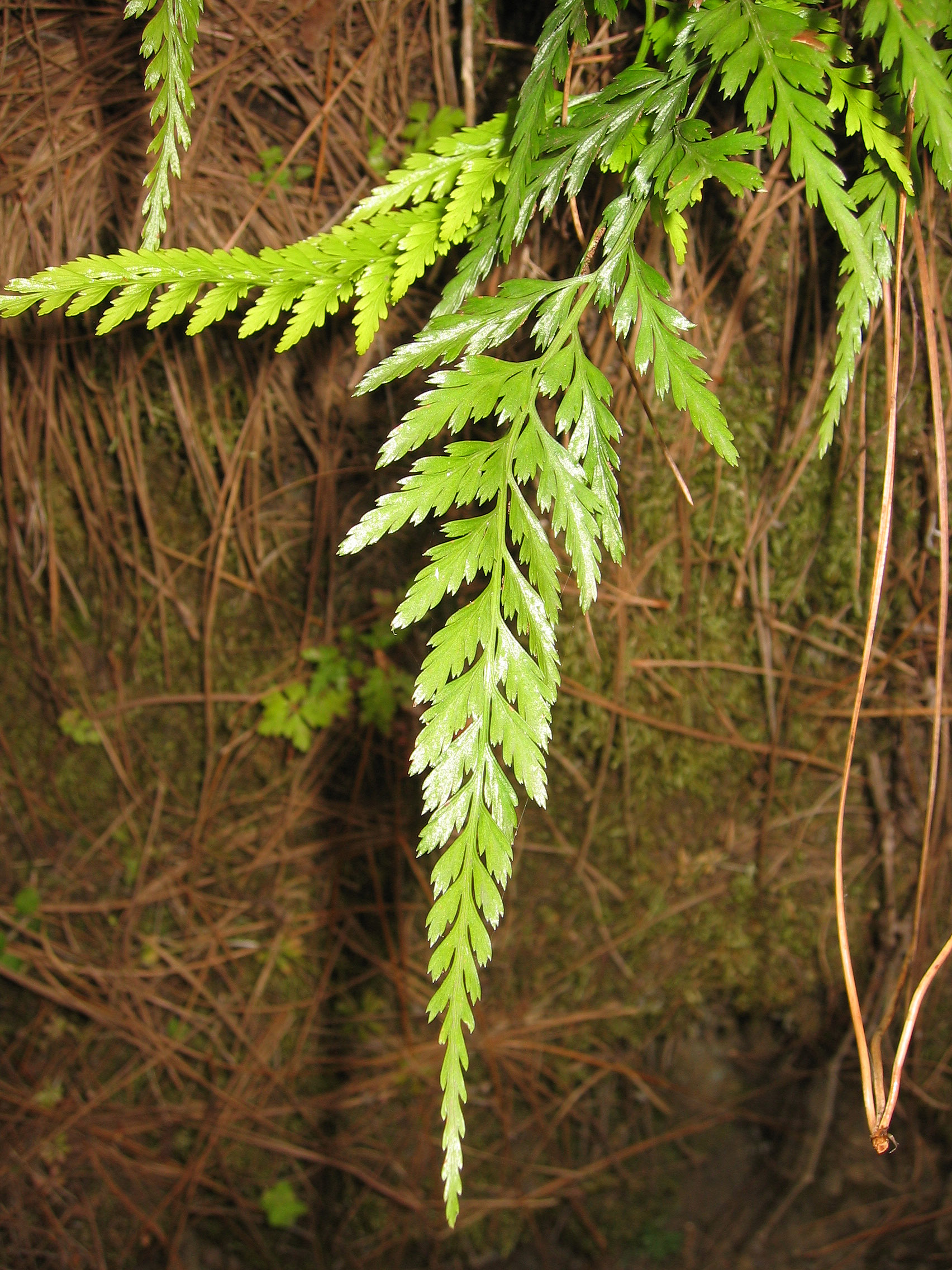
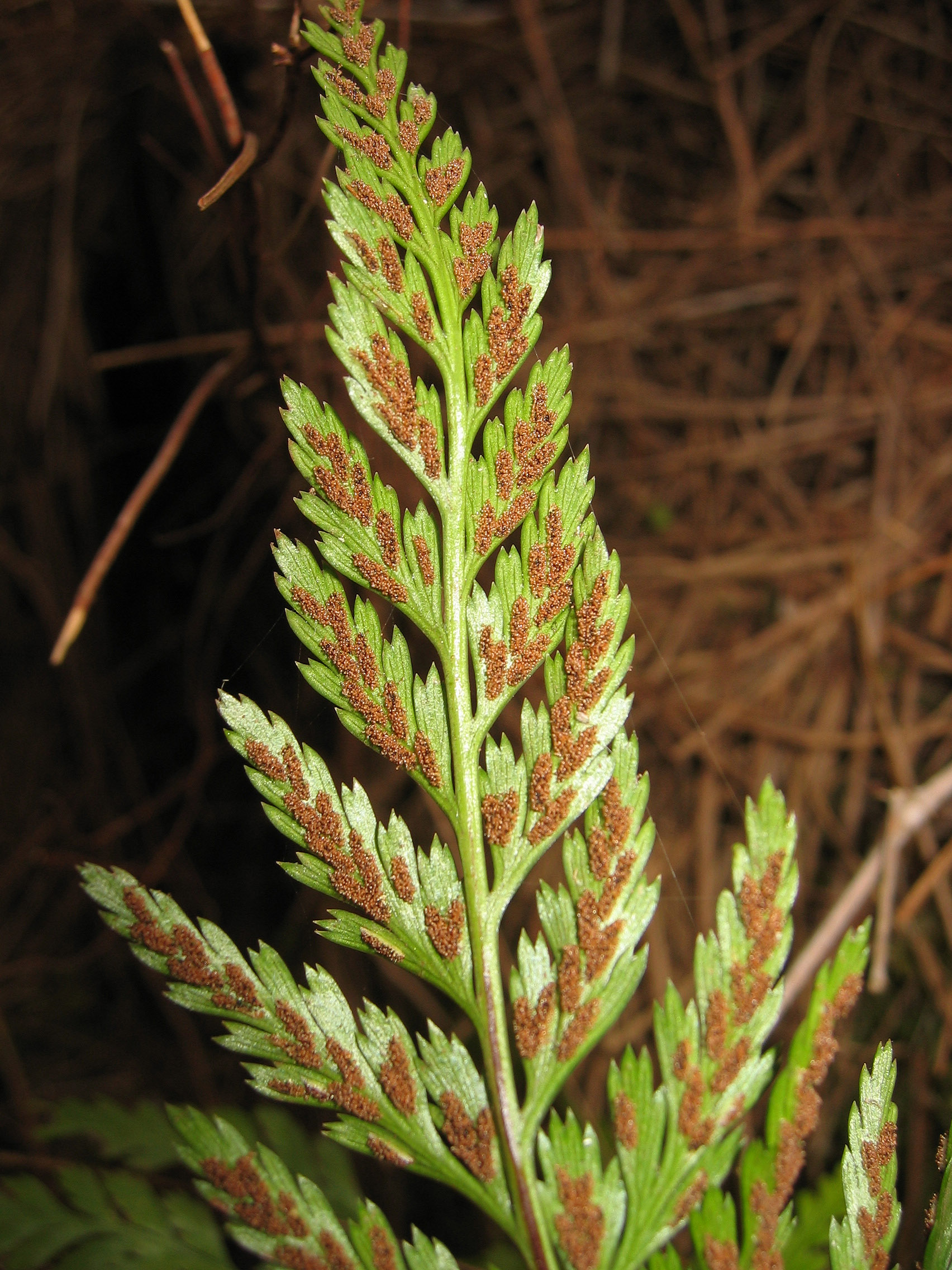